# Рослини Харківської області, занесені до Червоної книги України
Список рослин Харківської області, занесених до Червоної книги України.

## Статистика
До списку входить 111 видів рослин, з них:
- Судинних рослин — 101;
- Мохоподібних — 0;
- Водоростей — 7;
- Лишайників — 2.

Серед них за природоохоронним статусом: 
- Вразливих — 57;
- Рідкісних — 18;
- Недостатньо відомих  — 3;
- Неоцінених — 32;
- Зникаючих — 7;
- Зниклих у природі — 0;
- Зниклих — 0.

## Список видів
| № п/п | Українська назва виду                                       | Латинська назва виду                                                 | Природоохоронний статус | Група           |
| ----- | ----------------------------------------------------------- | -------------------------------------------------------------------- | ----------------------- | --------------- |
| 1     | Астрагал Геннінга                                           | Astragalus henningii (Steven) Boriss.                                | Рідкісний               | Судинні рослини |
| 2     | Астрагал донський                                           | Astragalus tanaiticus K.Koch                                         | Рідкісний               | Судинні рослини |
| 3     | Астрагал шерстистоквітковий                                 | Astragalus dasyanthus Pall.                                          | Вразливий               | Судинні рослини |
| 4     | Бамбузіна Бребіссона                                        | Bambusina brebissonii Kütz. ex Kütz.                                 | Рідкісний               | Водорості       |
| 5     | Баранець звичайний                                          | Huperzia selago (L.) Bernh. ex Schrank et Mart.                      | Неоцінений              | Судинні рослини |
| 6     | Батрахоспермум драглистий                                   | Batrachospermum gelatinosum (L.) DC.                                 | Рідкісний               | Водорості       |
| 7     | Билинець довгорогий                                         | Gymnadenia conopsea (L.) R.Br.                                       | Вразливий               | Судинні рослини |
| 8     | Брандушка різнобарвна (пізньоцвіт різнобарвний)             | Bulbocodium versicolor (Ker Gawl.) Spreng.                           | Вразливий               | Судинні рослини |
| 9     | Бровник однобульбовий (герміній однобульбовий)              | Herminium monorchis (L.) R. Br.                                      | Зникаючий               | Судинні рослини |
| 10    | Бурачок голоніжковий                                        | Alyssum gymnopodum P.Smirn.                                          | Вразливий               | Судинні рослини |
| 11    | Верба лапландська                                           | Salix lapponum L.                                                    | Вразливий               | Судинні рослини |
| 12    | Верба Старке                                                | Salix starkeana Willd.                                               | Вразливий               | Судинні рослини |
| 13    | Вовче лико Софії                                            | Daphne sophia Kalen.                                                 | Зникаючий               | Судинні рослини |
| 14    | Водяний горіх плаваючий                                     | Trapa natans L. s.l.                                                 | Неоцінений              | Судинні рослини |
| 15    | Волошка донецька                                            | Centaurea donetzica Klokov                                           | Вразливий               | Судинні рослини |
| 16    | Гісоп крейдяний                                             | Hyssopus cretaceus Dubjan.                                           | Неоцінений              | Судинні рослини |
| 17    | Гніздівка звичайна                                          | Neottia nidus-avis (L.) Rich.                                        | Неоцінений              | Судинні рослини |
| 18    | Горицвіт весняний                                           | Adonis vernalis L.                                                   | Неоцінений              | Судинні рослини |
| 19    | Горицвіт волзький                                           | Adonis wolgensis Steven ex DC.                                       | Неоцінений              | Судинні рослини |
| 20    | Громовик донський                                           | Onosma tanaitica Klokov                                              | Неоцінений              | Судинні рослини |
| 22    | Гронянка багатороздільна                                    | Botrychium multifidum (S.G.Gmel.) Rupr.                              | Рідкісний               | Судинні рослини |
| 23    | Гронянка віргінська                                         | Botrychium virginianum (L.) Sw.                                      | Зникаючий               | Судинні рослини |
| 24    | Гронянка півмісяцева (ключ-трава)                           | Botrychium lunaria (L.) Sw.                                          | Вразливий               | Судинні рослини |
| 25    | Дворядник крейдяний                                         | Diplotaxis cretacea Kotov                                            | Вразливий               | Судинні рослини |
| 26    | Дельфіній руський                                           | Delphinium rossicum Litv.                                            | Вразливий               | Судинні рослини |
| 27    | Дзвінець крейдовий                                          | Rhinanthus cretaceus Vassilcz.                                       | Недостатньо відомий     | Судинні рослини |
| 28    | Едогоній косопоровий різновид донський                      | Oedogonium plagiostomum Wittr. ex Hirn var. tanaiticum Y.V. Roll     | Рідкісний               | Водорості       |
| 29    | Жовтушник український                                       | Erysimum ucranicum J. Gay.                                           | Вразливий               | Судинні рослини |
| 30    | Жовтушниця Талієва (сиренія Талієва)                        | Syrenia talijevii Klokov                                             | Вразливий               | Судинні рослини |
| 31    | Змієголовник Рюйша                                          | Dracocephalum ruyschiana L.                                          | Неоцінений              | Судинні рослини |
| 32    | Зозулині сльози яйцеподібні                                 | Listera ovata (L.) R.Br.                                             | Неоцінений              | Судинні рослини |
| 33    | Зозулині черевички справжні                                 | Cypripedium calceolus L.                                             | Вразливий               | Судинні рослини |
| 34    | Зозульки м'ясочервоні (пальчатокорінник м'ясочервоний)      | Dactylorhiza incarnata (L.) Soy s.l.                                 | Вразливий               | Судинні рослини |
| 35    | Зозульки травневі (пальчатокорінник травневий)              | Dactylorhiza majalis (Rchb.) P.F.Hunt et Summerhayes s.l.            | Рідкісний               | Судинні рослини |
| 36    | Зозульки Фукса (пальчатокорінник Фукса)                     | Dactylorhiza fuchsii (Druce) Soy                                     | Неоцінений              | Судинні рослини |
| 37    | Кальдезія білозоролиста                                     | Caldesia parnassifolia (L.) Parl.                                    | Зникаючий               | Судинні рослини |
| 38    | Катран татарський                                           | Crambe tataria Sebeyk                                                | Вразливий               | Судинні рослини |
| 39    | Катран шорсткий                                             | Crambe aspera М. Bieb.                                               | Вразливий               | Судинні рослини |
| 40    | Келерія Талієва                                             | Koeleria talievii Lavrenko                                           | Неоцінений              | Судинні рослини |
| 41    | Кладонія зірчаста, кладонія альпійська                      | Cladonia stellaris (Opiz.) Brodo                                     | Рідкісний               | Лишайники       |
| 42    | Ковила волосиста                                            | Stipa capillata L.                                                   | Неоцінений              | Судинні рослини |
| 43    | Ковила вузьколиста                                          | Stipa tirsa Steven                                                   | Вразливий               | Судинні рослини |
| 44    | Ковила дніпровська                                          | Stipa borysthenica Klokov ex Prokudin                                | Вразливий               | Судинні рослини |
| 45    | Ковила Лессінга                                             | Stipa lessingiana Trin. et Rupr.                                     | Неоцінений              | Судинні рослини |
| 46    | Ковила найкрасивіша                                         | Stipa pulcherrima K. Koch                                            | Вразливий               | Судинні рослини |
| 47    | Ковила пірчаста                                             | Stipa pennata L.                                                     | Вразливий               | Судинні рослини |
| 48    | Ковила пухнастолиста                                        | Stipa dasyphylla (Czern. ex Lindem.) Trautv.                         | Вразливий               | Судинні рослини |
| 49    | Козельці донецькі                                           | Tragopogon donetzicus Artemcz.                                       | Неоцінений              | Судинні рослини |
| 50    | Коручка болотна                                             | Epipactis palustris (L.) Crantz                                      | Вразливий               | Судинні рослини |
| 51    | Коручка темно-червона                                       | Epipactis atrorubens (Hoffm. ex Bernh.) Besser                       | Вразливий               | Судинні рослини |
| 52    | Коручка чемерникоподібна (коручка широколиста)              | Epipactis helleborine (L.) Crantz                                    | Неоцінений              | Судинні рослини |
| 53    | Косарики тонкі                                              | Gladiolus tenuis M.Bieb.                                             | Вразливий               | Судинні рослини |
| 54    | Косарики черепитчасті                                       | Gladiolus imbricatus L.                                              | Вразливий               | Судинні рослини |
| 55    | Костриця крейдова                                           | Festuca cretacea T.Pop. et Proskor.                                  | Неоцінений              | Судинні рослини |
| 56    | Левкой запашний                                             | Matthiola fragrans Bunge                                             | Рідкісний               | Судинні рослини |
| 57    | Лілія лісова                                                | Lilium martagon L.                                                   | Неоцінений              | Судинні рослини |
| 58    | Любка дволиста                                              | Platanthera bifolia (L.) Rich.                                       | Неоцінений              | Судинні рослини |
| 59    | Любка зеленоквіткова                                        | Platanthera chlorantha (Cust.) Rchb.                                 | Рідкісний               | Судинні рослини |
| 60    | Льонок крейдовий                                            | Linaria cretacea Fisch. ex Spreng.                                   | Неоцінений              | Судинні рослини |
| 61    | М'якух болотний (хаммарбія болотна)                         | Hammarbya paludosa (L.) O.Kuntze                                     | Зникаючий               | Судинні рослини |
| 62    | Нітела струнка                                              | Nitella gracilis (J.E. Sm.) C.Agardh                                 | Вразливий               | Водорості       |
| 63    | Нітелопсіс притуплений                                      | Nitellopsis obtusa (Desv. inLoisel) J. Groves                        | Рідкісний               | Водорості       |
| 64    | Осока богемська                                             | Carex bohemica Schreb.                                               | Вразливий               | Судинні рослини |
| 65    | Осока житня                                                 | Carex secalina Willd. ex Wahlenb.                                    | Вразливий               | Судинні рослини |
| 66    | Осот різнолистий                                            | Cirsium heterophyllum (L.) Hill                                      | Недостатньо відомий     | Судинні рослини |
| 67    | Педіаструм Каврайського                                     | Pediastrum kawraiskyi Schmidle                                       | Вразливий               | Водорості       |
| 68    | Переломник Козо-Полянського                                 | Androsace koso-poljanskii Ovcz.                                      | Зникаючий               | Судинні рослини |
| 69    | Пирій ковилолистий                                          | Elytrigia stipifolia (Czern. ex Nevski) Nevski                       | Неоцінений              | Судинні рослини |
| 70    | Півники борові                                              | Iris pineticola Klokov                                               | Вразливий               | Судинні рослини |
| 71    | Півники рогаті                                              | Iris furcata M.Bieb.                                                 | Зникаючий               | Судинні рослини |
| 72    | Півники сибірські                                           | Iris sibirica L.                                                     | Вразливий               | Судинні рослини |
| 73    | Півонія тонколиста                                          | Paeonia tenuifolia L.                                                | Вразливий               | Судинні рослини |
| 74    | Плаунець заплавний (лікоподієлла заплавна)                  | Lycopodiella inundata (L.) Holub                                     | Рідкісний               | Судинні рослини |
| 75    | Плодоріжка блощична (зозулинець блощичний)                  | Anacamptis coriophora (L.) R.M. Bateman, Pridgeon et M.W. Chase s.l. | Вразливий               | Судинні рослини |
| 76    | Плодоріжка болотна (зозулинець болотний)                    | Anacamptis palustris (Jacq.) R.M. Bateman, Pridgeon et M.W. Chase    | Вразливий               | Судинні рослини |
| 77    | Плодоріжка рідкоквіткова (зозулинець рідкоквітковий)        | Anacamptis laxiflora (Lam.) R.M. Bateman, Pridgeon et M.W. Chase     | Вразливий               | Судинні рослини |
| 78    | Плодоріжка салепова (зозулинець салеповий)                  | Anacamptis morio (L.) R.M. Bateman, Pridgeon et M.W. Chase           | Вразливий               | Судинні рослини |
| 79    | Полин суцільнобілий                                         | Artemisia hololeuca M.Bieb.ex Besser                                 | Неоцінений              | Судинні рослини |
| 80    | Пухирник малий                                              | Utricularia minor L.                                                 | Вразливий               | Судинні рослини |
| 81    | Пухирник середній                                           | Utricularia intermedia Hayne                                         | Вразливий               | Судинні рослини |
| 82    | Ранник весняний                                             | Scrophularia vernalis L.                                             | Вразливий               | Судинні рослини |
| 83    | Ранник крейдовий                                            | Scrophularia cretacea Fisch. ex Spreng.                              | Неоцінений              | Судинні рослини |
| 84    | Росичка англійська (росичка довголиста)                     | Drosera anglica Huds.                                                | Вразливий               | Судинні рослини |
| 85    | Рябчик малий                                                | Fritillaria meleagroides Patrinex Schult. et Schult.f.               | Вразливий               | Судинні рослини |
| 86    | Рябчик руський                                              | Fritillaria ruthenica Wikstr.                                        | Вразливий               | Судинні рослини |
| 87    | Рястка Буше                                                 | Ornithogalum boucheanum (Kunth) Asch.                                | Неоцінений              | Судинні рослини |
| 88    | Сальвінія плаваюча                                          | Salvinia natans (L.) All.                                            | Неоцінений              | Судинні рослини |
| 89    | Ситняг сосочкоподібний                                      | Eleocharis mamillata Lindb. f.                                       | Вразливий               | Судинні рослини |
| 90    | Смілка крейдова                                             | Silene cretacea Fisch. ex Spreng.                                    | Вразливий               | Судинні рослини |
| 91    | Сокироносиця струнка (вязіль стрункий)                      | Securigera elegans (Pančić) Lassen                                   | Вразливий               | Судинні рослини |
| 92    | Сон лучний (сон чорніючий, сон богемський)                  | Pulsatilla pratensis (L.) Mill. s.l.                                 | Неоцінений              | Судинні рослини |
| 93    | Сон розкритий                                               | Pulsatilla patens (L.) Mill. s.l.                                    | Неоцінений              | Судинні рослини |
| 94    | Сонцецвіт сивий (сонянка сива)                              | Helianthemum canum (L.) Hornem. s.l.                                 | Рідкісний               | Судинні рослини |
| 95    | Тюльпан дібровний                                           | Tulipa quercetorum Klokovet Zoz                                      | Вразливий               | Судинні рослини |
| 96    | Хара Брауна                                                 | Chara braunii C.C. Gmellin                                           | Вразливий               | Водорості       |
| 97    | Цетрарія степова, целокаулон степовий, корнікулярія степова | Cetraria steppae (Savicz) Kärnef.                                    | Вразливий               | Лишайники       |
| 98    | Цибуля ведмежа (черемша)                                    | Allium ursinum L.                                                    | Неоцінений              | Судинні рослини |
| 99    | Цибуля савранська                                           | Allium savranicum Besser                                             | Вразливий               | Судинні рослини |
| 100   | Чина ряба, чина венеціанська                                | Lathyrus venetus (Mill.) Wohlf.                                      | Вразливий               | Судинні рослини |
| 101   | Шафран сітчастий                                            | Crocus reticulatus Steven ex Adams                                   | Неоцінений              | Судинні рослини |
| 102   | Шоломниця крейдова                                          | Scutellaria creticola Juz.                                           | Неоцінений              | Судинні рослини |
| 103   | Тюльпан дібровний                                           | Tulipa quercetorum Klokovet Zoz                                      | Вразливий               | Судинні рослини |
| 104   | Тюльпан змієлистий                                          | Tulipa ophiophylla Klokovet Zoz                                      | Вразливий               | Судинні рослини |
| 105   | Тюльпан Шренка                                              | Tulipa schrenkii Regel                                               | Вразливий               | Судинні рослини |
| 106   | Цибуля лінійна                                              | Allium lineare L.                                                    | Вразливий               | Судинні рослини |
| 107   | Цибуля савранська                                           | Allium savranicum Besser                                             | Вразливий               | Судинні рослини |
| 108   | Шафран сітчастий                                            | Crocus reticulatus Steven ex Adams                                   | Неоцінений              | Судинні рослини |
| 109   | Шиверекія подільська                                        | Schivereckia podolica (Besser) Andrz. ex DC.                         | Неоцінений              | Судинні рослини |
| 110   | Шоломниця крейдова                                          | Scutellaria creticola Juz.                                           | Неоцінений              | Судинні рослини |
| 111   | Юринея Талієва                                              | Jurinea talievii Klokov                                              | Недостатньо відомий     | Судинні рослини |